# Джордж Търнър (писател)
Джордж Търнър (на английски: George Turner) е австралийски писател на произведения в жанра научна фантастика.

## Биография
Търнър е роден в Калгорли, Западна Австралия. Учи в Мелбърн.
Известен е с научнофантастичните си романи, написани в края на кариерата му. Пише на английски език.
Умира на 8 юни 1997 г. в Баларат.

## Произведения

### Самостоятелни романи
- Drowning Towers (1987) – издаден и като „The Sea and Summer“
- Brain Child (1991)
- The Destiny Makers (1993)
- Genetic Soldier (1994)
- Down There in Darkness (1999)

### Серия „Възлюбеният син“ (Beloved Son)
1. Beloved Son (1978)
2. Vaneglory (1981)
3. Yesterday's Men (1983)

### Разкази
- In a Petri Dish Upstairs (1978)
- A Pursuit of Miracles (1982)
- I Still Call Australia Home (1990)
- Flowering Mandrake (1994)

### Сборници
- Pursuit of Miracles (1990)